# ناتالیا فیلیپووا
ناتالیا فیلیپووا (انگلیسی: Natalia Filippova؛ زادهٔ ۷ فوریهٔ ۱۹۷۵) بازیکن فوتبال اهل روسیه است.
وی همچنین در تیم ملی فوتبال زنان روسیه بازی کرده‌است.